# Britische Traditionsnamen für militärische Einrichtungen in Deutschland

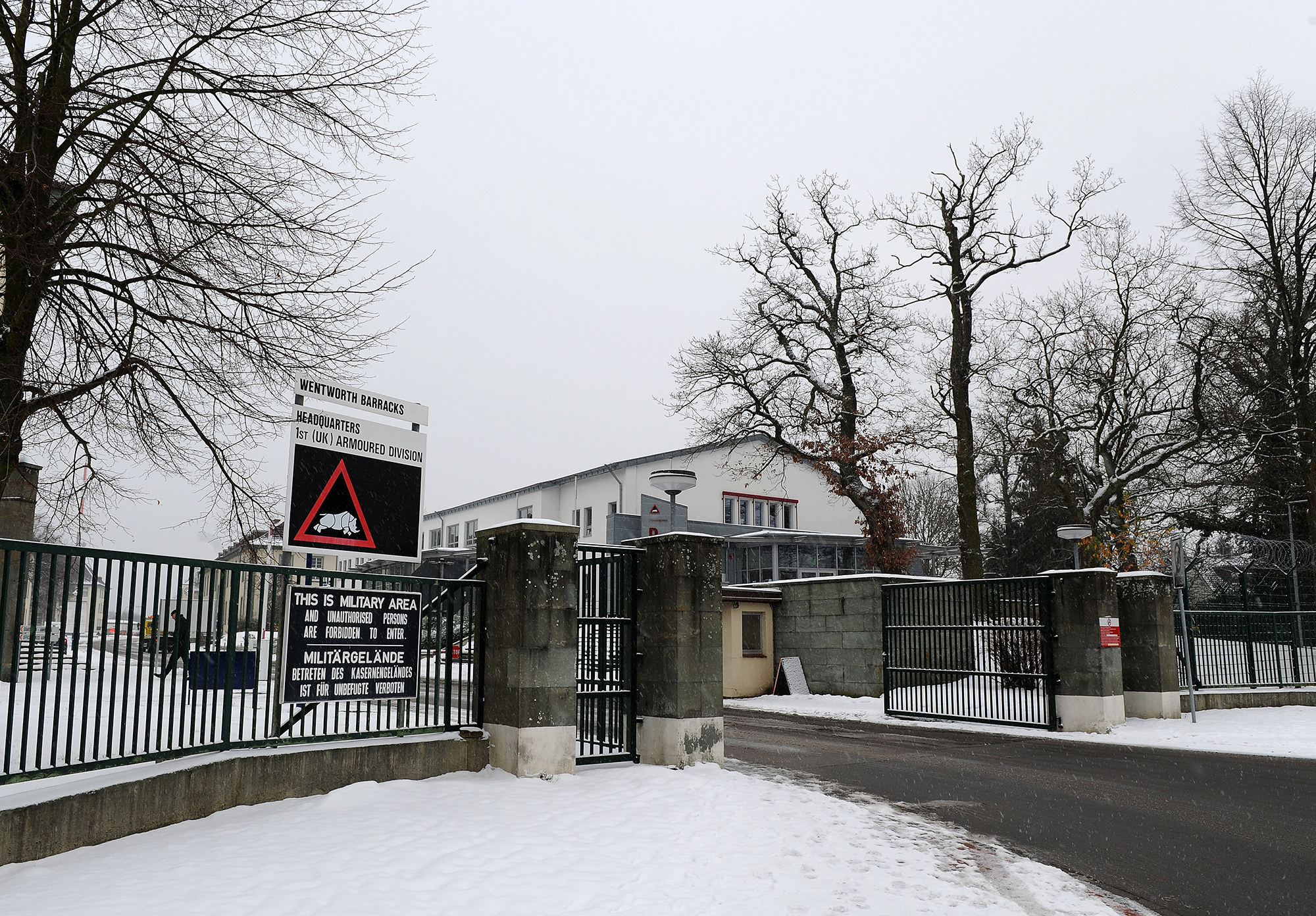
Haupttor der Wentworth-Kaserne in Herford, von 1994 bis 2015 Hauptquartier der 1. Britischen Panzerdivision, von der die britischen Einsatztruppen in Deutschland befehligt wurden.

 Britische Traditionsnamen für militärische Einrichtungen in Deutschland beschreibt die in der Zeit der Besatzung Deutschlands sowie während des Kalten Krieges von den Streitkräften des Vereinigten Königreichs vergebenen Namen für die von ihnen beschlagnahmten militärischen Liegenschaften, die in aller Regel zuvor von der deutschen Wehrmacht genutzt und zumeist auch erbaut worden waren.
Die Namensgebungen wurden in aller Regel von dem Truppenteil vorgenommen, der als erster in eine militärische Liegenschaft einzog. Eine zentrale Steuerung durch eine vorgesetzte Kommandobehörde fand nicht statt. Die wichtigste Quelle für Kasernen und ihre Benennungen stellt die Web Site der Britischen Rheinarmee (British Army of the Rhine BAOR) dar. Von den insgesamt 250 militärischen Liegenschaften mit einem Traditionsnamen waren fast die Hälfte (111) nach Grafschaften, Städten oder Landschaften des Vereinigten Königreichs benannt. Die meisten Namensgebungen entfielen auf die Grafschaft Yorkshire (14), in der sich die größte Garnison der britischen Streitkräfte weltweit, Catterick Garnison, befindet, gefolgt von der Grafschaft Middlesex (11), zu dem Greater London gehört. Damit unterschieden sich die Briten in ihrer Traditionspflege deutlich von den anderen Stationierungsstreitkräften, die nur in geringem Maße geographische Namen bevorzugten. An zweiter Stelle folgten Namen mit einem Bezug zur britischen Geschichte (29). Auf Namensgeber aus der Zeit des Zweiten Weltkriegs entfielen 27 Kasernennamen; 12 Liegenschaften ehrten Namensgeber des Ersten Weltkriegs. 77 Liegenschaften waren nach Personen benannt, 60 davon Soldaten, ganz überwiegend Feldmarschälle und Generale oder Admirale (insgesamt 51). Die Schutzpatronin der Artillerie, die Heilige Barbara, war Namensgeberin für fünf Kasernen.

## England (88)
| Traditionelle Grafschaft | Militärische Liegenschaft | Garnison             | Bemerkungen |
| ------------------------ | ------------------------- | -------------------- | --- |
| Bedfordshire             | Bedford Barracks          | Lübeck               | Stadt Bedford |
| Berkshire                | Arborfield Barracks       | Hamburg-Rahlstedt    | Arborfield Garrison, seit 1911 als Remount Depot für die British Army genutzt. Während des Zweiten Weltkrieges diente es als Army Technical School und Heimatsitz des REME (Royal Electrical and Mechanical Engineers). |
| Berkshire                | Reading Barracks          | Hamburg-Iserbrook    | Stadt Reading |
| Berkshire                | Windsor Girls’ School     | Hamm                 | Schloss Windsor ist die offizielle Residenz der königlichen Familie aus dem Haus Sachsen-Coburg und Gotha, seit 1917 Haus Windsor.                                                                                      |
| Buckinghamshire          | Pinewood Barracks         | Liebenau             | Pinewood Studios, Filmstudios in Iver Heath. |
| Cambridgeshire           | Cambridge Barracks        | Kiel                 | Stadt Cambridge |
| Cambridgeshire           | Ely Barracks              | Kiel                 | Isle of Ely |
| Cambridgeshire           | Peterborough Barracks     | Glückstadt           | Stadt Peterborough |
| Cheshire                 | Kingsley Barracks         | Minden               | Ortschaft Kingsley |
| Cornwall                 | Bodmin Barracks           | Eutin                | Stadt Bodmin |
| Cumberland               | Cumberland Barracks       | Braunschweig         | Cumberland gehört seit 1974 zur Grafschaft Cumbria. |
| Dorset                   | Dorset Barracks           | Kiel                 | |
| Durham                   | Darlington Barracks       | Cuxhaven             | Markt Darlington |
| Essex                    | Essex Barracks            | Hildesheim           | |
| Gloucestershire          | Bristol Barracks          | Lüneburg             | Stadt Bristol besitzt seit 1974 den Status einer Grafschaft. |
| Gloucestershire          | Clifton Barracks          | Minden               | Stadtbezirk Clifton in Bristol |
| Gloucestershire          | Winterbourne Barracks     | Münster              | Stadt Winterbourne |
| Hampshire                | Bournemouth Barracks      | Soltau               | Stadt Bournemouth gehört seit 1974 zur Grafschaft Dorset. |
| Hampshire                | Hampshire Barracks        | Mönchengladbach      | |
| Hampshire                | Hilsea Barracks           | Hamburg              | Stadtbezirk der Stadt Portsmouth, seit 1756 Standort der Hilsea Barracks in der Nähe des Hafens. |
| Hampshire                | Hilsea Barracks           | Viersen              | |
| Hampshire                | Portsmouth Barracks       | Münster              | Stadt Portsmouth |
| Herefordshire            | Eastnor Barracks          | Lauenburg            | Eastnor Castle bei Ledbury in der Grafschaft Herefordshire, Familiensitz von James Hervey-Bathurst, dem Enkel von Arthur Somers-Cocks, 6. Baron Somers.                                                                 |
| Herefordshire            | Hereford Barracks         | Flensburg            | Stadt Hereford |
| Kent                     | Chatham Barracks          | Hannover             | Stadt Chatham |
| Kent                     | Chatham Barracks          | Neumünster           | |
| Kent                     | Kent Barracks             | Kiel                 | |
| Kent                     | Sandwich Barracks         | Ratzeburg            | Stadt Sandwich |
| Lancashire               | Bury Barracks             | Glinde               | Stadt Bury gehört seit 1974 zu Greater Manchester. |
| Lancashire               | Lancaster House           | Berlin               | Stadt Lancaster |
| Lancashire               | Liverpool Barracks        | Oldenburg            | Stadt Liverpool |
| Lancashire               | Manchester Barracks       | Goslar               | Stadt Manchester gehört seit 1974 zu Greater Manchester. |
| Lancashire               | Manchester Barracks       | Wuppertal            | |
| Lancashire               | Preston Barracks          | Recklinghausen       | Stadt Preston |
| Lancashire               | Rochdale Barracks         | Bielefeld            | Stadt Rochdale ist seit 1953 Partnerstadt von Bielefeld. |
| Leicestershire           | Leicester Barracks        | Husum                | Stadt Leicester |
| Lincolnshire             | Lincoln Barracks          | Münster              | Stadt Lincoln |
| Middlesex                | Brixton Barracks          | Hameln               | Londoner Stadtbezirk Brixton im Borough of Lambeth. |
| Middlesex                | Brixton Camp              | Hamm                 | |
| Middlesex                | Brompton Barracks         | Kiel                 | Londoner Stadtbezirk Brompton im Royal Borough of Kensington and Chelsea. |
| Middlesex                | Hammersmith Barracks      | Herford              | Londoner Stadtteil Hammersmith im London Borough of Hammersmith and Fulham. |
| Middlesex                | Kingsway Barracks         | Rendsburg            | Luftschutzbunker Kingsway Telephone Exchange in London unterhalb der Chancery Lane Subway-Station. |
| Middlesex                | Knightsbridge Barracks    | Lübeck               | Londoner Stadtbezirk Knightsbridge in Central London. |
| Middlesex                | London Barracks           | Hannover             | Stadt London ist die Hauptstadt Englands und des Vereinigten Königreichs. |
| Middlesex                | Tower Barracks            | Dülmen               | Königlicher Palast Tower of London. |
| Middlesex                | Uxbridge Barracks         | Hamburg              | Ort Uxbridge im London Borough of Hillingdon. |
| Middlesex                | Westminster Barracks      | Minden               | City of Westminster in Central London, das politische Zentrum Englands mit dem Parlament, Westminster Cathedral und dem Buckingham Palace.                                                                              |
| Middlesex                | Woolwich Barracks         | Osnabrück            | Londoner Stadtbezirk Woolwich im Royal Borough of Greenwich. |
| Norfolk                  | Norfolk Barracks          | Lübeck               | |
| Northamptonshire         | Northampton Barracks      | Wolfenbüttel         | Stadt Northampton |
| Northumberland           | Newcastle Barracks        | Hamm                 | Stadt Newcastle gehört seit 1974 zur Grafschaft Tyne and Wear. |
| Northumberland           | Northumberland Barracks   | Menden               | |
| Northumberland           | Redesdale Barracks        | Dortmund             | Das Tal Redesdale in der Grafschaft Northumberland diente als klassisches Ausfallstor nach Schottland. |
| Oxfordshire              | Oxford Barracks           | Münster              | Stadt Oxford |
| Rutland                  | Rutland Barracks          | Kiel                 | |
| Somerset                 | Quantock Barracks         | Flensburg            | Quantock Hills |
| Somerset                 | Somerset House            | Kiel                 | |
| Somerset                 | Taunton Barracks          | Celle                | Stadt Taunton |
| Somerset                 | Yeovil Barracks           | Munsterlager         | Stadt Yeovil |
| Suffolk                  | Suffolk Barracks          | Dortmund             | |
| Surrey                   | Caterham Barracks         | Schleswig            | Stadt Caterham |
| Surrey                   | Epsom Barracks            | Iserlohn             | Stadt Epsom, bekannt durch ihre Pferderennen und das Epsom Derby. |
| Surrey                   | Mytchett Barracks         | Hamburg-Wandsbek     | Ortschaft Mytchett, bei der sich das „Camp Z“ befand, in das der „Stellvertreter des Führers“, Rudolf Heß, am 20. Mai 1941 verbracht wurde, um dort 13 Monate in Haft zu bleiben.                                       |
| Surrey                   | Pirbright Barracks        | Hamburg-Finkenwerder | Pirbright Institute in Pirbright, die führende Einrichtung für biologische und medizinische Forschung in Großbritannien.                                                                                                |
| Surrey                   | Redhill Barracks          | Neumünster           | Stadt Redhill |
| Sussex                   | Arundel Barracks          | Eckernförde          | Stadt Arundel |
| Sussex                   | Hastings Barracks         | Hamburg-Harburg      | Stadt Hastings, Ort der berühmten Schlacht vom 14. Oktober 1066, in der Wilhelm der Eroberer den letzten angelsächsischen König tötete.                                                                                 |
| Sussex                   | Maresfield Barracks       | Herford              | Ortschaft Maresfield |
| Warwickshire             | Rugby Barracks            | Lübeck               | Stadt Rugby, aus deren Schule die Sportart Rugby hervorging. |
| Wiltshire                | Larkhill Barracks         | Bochum               | Larkhill Garrison mit der Royal School of Artillery. |
| Wiltshire                | Stonehenge Barracks       | Hannover             | Das prähistorische Stonehenge Monument. |
| Wiltshire                | Swindon Barracks          | Hannover             | Stadt Swindon |
| Wiltshire                | Wiltshire Barracks        | Braunschweig         | |
| Worcestershire           | Worcester Barracks        | Lüneburg             | Stadt Worcester |
| Yorkshire                | Catterick Barracks        | Bielefeld            | Catterick Garrison, die größte britische Garnison weltweit. |
| Yorkshire                | Doncaster Barracks        | Wolfenbüttel         | Stadt Doncaster |
| Yorkshire                | Harrogate Barracks        | Bielefeld            | Stadt Harrogate |
| Yorkshire                | Redcar Barracks           | Bielefeld            | Kurort Redcar |
| Yorkshire                | Reeth Barracks            | Bielefeld            | Dorf Reeth in den Yorkshire Dales |
| Yorkshire                | Richmond Barracks         | Bielefeld            | Markt Richmond |
| Yorkshire                | Richmond Barracks         | Itzehoe              | |
| Yorkshire                | Ripon Barracks            | Hannover             | Stadt Ripon |
| Yorkshire                | Scarborough Barracks      | Osnabrück            | Stadt Scarborough |
| Yorkshire                | Scotton Barracks          | Mönchengladbach      | Stadt Scotton |
| Yorkshire                | Selby Barracks            | Hannover             | Stadt Selby |
| Yorkshire                | West Riding Barracks      | Dortmund             | Historisches Teilgebiet West Riding of Yorkshire. Das 40th Regiment, Royal Artillery, das ursprüngliche 60th West Riding Regiment, bezog 1947 als erste britische Einheit die Kaserne.                                  |
| Yorkshire                | York Barracks             | Münster              | Stadt York |
| Yorkshire                | Yorkshire Barracks        | Braunschweig         | |

## Wales (8)
| Traditionelle Grafschaft | Militärische Liegenschaft | Garnison            | Bemerkungen |
| ------------------------ | ------------------------- | ------------------- | --- |
| Anglesey                 | Anglesey Barracks         | Wuppertal           | Teile 53rd Welsh Division bezogen im Juni 1945 als erste Einheit die Kaserne.                                  |
| Brecknockshire           | Brecon Barracks           | Lüneburg            | Stadt Brecon. Teile 53rd Welsh Division bezogen im Juni 1945 als erste Einheit die Kaserne.                    |
| Caernarvonshire          | Bangor Barracks           | Wuppertal           | Stadt Bangor. Teile 53rd Welsh Division bezogen im Juni 1945 als erste Einheit die Kaserne.                    |
| Caernarvonshire          | Caernarvon Barracks       | Hamburg-Iserbrook   | Stadt Caernarvon. Teile 53rd Welsh Division bezogen im Juni 1945 als erste Einheit die Kaserne.                |
| Denbighshire             | Prestatyn Barracks        | Wuppertal           | Kurort Prestatyn, der im Zweiten Weltkrieg als beliebtes Erholungsgebiet für britische Soldaten genutzt wurde. |
| Denbighshire             | Wrexham Barracks          | Mülheim an der Ruhr | Stadt Wrexham. Teile 53rd Welsh Division bezogen im Juni 1945 als erste Einheit die Kaserne.                   |
| Glamorgan                | Glamorgan Barracks        | Duisburg            | Teile 53rd Welsh Division bezogen im Juni 1945 als erste Einheit die Kaserne.                                  |
| Monmouthshire            | Llanelly Barracks         | Hubbelrath          | Ort Llanelly. Teile 53rd Welsh Division bezogen im Juni 1945 als erste Einheit die Kaserne.                    |

## Schottland (14)
| Traditionelle Grafschaft | Militärische Liegenschaft | Garnison         | Bemerkungen |
| ------------------------ | ------------------------- | ---------------- | --- |
| (Clans)                  | Campbell Barracks         | Bergen-Hohne     | Clan Campbell aus dem schottischen Highland. 1725 wurden sechs Independent Black Watch Kompanien gegründet: drei vom Clan Campbell, eine vom Clan Fraser, eine vom Clan Munro und eine vom Clan Grant, 1739 als Linienregiment 43rd Highland Regiment of Foot zusammengefasst. |
| (Clans)                  | Gordon Barracks           | Hameln           | Clan Gordon in den schottischen Highlands, Träger des Regiments der Gordon Highlanders von 1881 bis 1994. |
| (Fluss)                  | Spey Barracks             | Buxtehude        | Fluss Spey in Schottland |
| Angus                    | Dundee Barracks           | Cuxhaven         | Stadt Dundee |
| Ayrshire                 | Ayrshire Barracks         | Mönchengladbach  | |
| Caithness                | Caithness Barracks        | Verden           | |
| Fife                     | Fife Barracks             | Mönchengladbach  | |
| Inverness                | Inverness Barracks        | Flensburg        | |
| Lothian                  | Lothian Barracks          | Detmold          | |
| Midlothian               | Edinburgh Barracks        | Hannover         | Stadt Edinburgh, die Hauptstadt Schottlands. |
| Midlothian               | Edinburgh House           | Berlin           | |
| Ross and Cromarty        | Cromarty Barracks         | Hamburg-Wandsbek | Royal Burgh of Cromarty |
| Ross and Cromarty        | Stornoway Barracks        | Lemgo            | Stadt Stornoway auf der Insel Lewes |
| Shetland                 | Mossbank Barracks         | Bielefeld        | Ort Mossbank auf den Shetland-Inseln. |

## Nordirland (1)
| Traditionelle Grafschaft | Militärische Liegenschaft | Garnison  | Bemerkungen                                |
| ------------------------ | ------------------------- | --------- | ------------------------------------------ |
| Antrim                   | Belfast Barracks          | Osnabrück | Stadt Belfast, die Hauptstadt Nordirlands. |

## Britische Geschichte (29)
| Zeitalter                      | Militärische Liegenschaft | Garnison      | Bemerkungen |
| ------------------------------ | ------------------------- | ------------- | --- |
| Mittelalter                    | Francisca Barracks        | St. Tönis     | Von Franken und Angelsachsen benutzte Wurfaxt, englisch „Francisca“. |
| Mittelalter                    | Halberd House             | Minden        | Die mittelalterliche Stichwaffe Hellebarde, englisch „Halberd“. |
| Mittelalter                    | Wessex Barracks           | Fallingbostel | Das Königreich Wessex war der Vorläufer des Königreichs England vom 6. bis zum 10. Jahrhundert. |
| Mittelalter                    | King Alfred School        | Plön          | König Alfred der Große (849-899). |
| Hundertjähriger Krieg          | Talbot Barracks           | Sennelager    | John Talbot, 1. Earl of Shrewsbury und 1. Earl of Waterford, KG (1384 – 17. Juli 1453), bedeutender englischer Heerführer im Hundertjährigen Krieg (1337-1453). |
| Elisabethanisches Zeitalter    | Elizabeth Barracks        | Minden        | Königin Elisabeth I. (7. September 1533 – 24. März 1603). |
| Englischer Bürgerkrieg         | Mercer Barracks           | Osnabrück     | „Major Mercer of the Worcestershire horse“, der eine bedeutende Rolle in der Schlacht von Worcester am 3. September 1650 während des englischen Bürgerkrieges spielte. |
| Englischer Bürgerkrieg         | Athlone Barracks          | Sennelager    | Athlone in Irland, das in den Irish Confederate Wars (1641–1653) heftig umkämpft war und 1650 von Charles Coote eingenommen wurde. Vierzig Jahre später während des Europäischen Krieges der Grand Alliance war die Stadt von großer Bedeutung für die Schlacht an der Boyne am 1. Juli 1690.                                            |
| Englischer Bürgerkrieg         | Charles Barracks          | Braunschweig  | König Charles I. (1600-1649). |
| Englischer Bürgerkrieg         | Cromwell Barracks         | Hamm          | Oliver Cromwell (25. April 1599 – 3. September 1658), Lord Protector des Commonwealth of England. |
| Englischer Bürgerkrieg         | Ironsides Barracks        | Celle         | Im englischen Bürgerkrieg stieg „Old Ironsides“ (Oliver Cromwell) rasch vom einfachen Kavallerieoffizier zum wichtigsten Kommandeur der New Model Army auf. |
| Englischer Bürgerkrieg         | Wentworth Barracks        | Herford       | General Thomas Wentworth, 1. Earl of Cleveland (1591 – 25. März 1667), der im englischen Bürgerkrieg für König Charles I. gefochten hatte. |
| Österreichischer Erbfolgekrieg | Conway Barracks           | Itzehoe       | Field Marshal Henry Seymour Conway (12. August 1719 – 9. Juli 1795), Oberbefehlshaber der britischen Streitkräfte im Österreichischen Erbfolgekrieg. |
| Österreichischer Erbfolgekrieg | Dettingen Barracks        | Verden        | Schlacht bei Dettingen am 27. Juni 1743 während des Österreichischen Erbfolgekrieges. |
| Spanischer Erbfolgekrieg       | Gibraltar Barracks        | Verden        | Festung Gibraltar, die während des Spanischen Erbfolgekrieges 1704 erobert und im Frieden von Utrecht 1713 von Spanien an Großbritannien abgetreten wurde. |
| Napoleonische Kriege           | Albuhera Barracks         | Rendsburg     | Schlacht von Albuera am 16. Mai 1811 während des Spanischen Guerillakrieges (Peninsular War 1807-1814). |
| Napoleonische Kriege           | Albuhera Barracks         | Werl          | |
| Napoleonische Kriege           | Barrosa Barracks          | Hemer         | Schlacht von Barrosa (Chiclana, 5. März 1811) während des Spanischen Guerillakrieges (Peninsular War 1807-1814). |
| Napoleonische Kriege           | Corunna Barracks          | Iserlohn      | Schlacht von La Coruña am 16. Januar 1809, während des Spanischen Guerillakrieges (Peninsular War 1807-1814). |
| Napoleonische Kriege           | Moore Barracks            | Dortmund      | Lieutenant General John Moore, KB (13. November 1761 – 16. Januar 1809), schottischer Offizier und Militärreformer, der in der Schlacht von La Coruña am 16. Januar 1809, während des Spanischen Guerillakrieges (Peninsular War 1807-1814) gefallen war.                                                                                |
| Napoleonische Kriege           | Napier Barracks           | Dortmund      | General Sir William Francis Patrick Napier, KCB (7. Dezember 1785 – 12. Februar 1860), Offizier und Militärhistoriker, der eine Geschichte des Peninsular War 1807-1814 verfasst hatte. |
| Napoleonische Kriege           | Peninsula Barracks        | Hemer         | Schauplatz der Iberischen Halbinsel während des Spanischen Guerillakrieges (1807-1814), der englisch „Peninsular War“ heißt. |
| Napoleonische Kriege           | Salamanca Barracks        | Soest         | Schlacht von Salamanca am 22. Juli 1812 während des Spanischen Guerillakrieges (Peninsular War 1807-1814). |
| Napoleonische Kriege           | Talavera House            | Osnabrück     | Schlacht von Talavera am 27.-28. Juli 1809 während des Spanischen Guerillakrieges (Peninsular War 1807-1814). |
| Napoleonische Kriege           | Vittoria Barracks         | Werl          | Schlacht von Vitoria am 21. Juni 1813 während des Spanischen Guerillakrieges (Peninsular War 1807-1814). |
| Napoleonische Kriege           | Waterloo Barracks         | Münster       | Benannt 1952 durch das Regiment 1st Royal Horse Artillery – in Erinnerung an ihre vorangegangene Stationierung 1948-1950 im Camp Waterloo in der Suezkanal-Zone – nach der Schlacht von Waterloo in Belgien am 18. Juni 1815, mit der Napoleon Bonaparte endgültig vom Herzog von Wellington und dem Fürsten Blücher besiegt worden war. |
| Napoleonische Kriege           | Wellesley Barracks        | Braunschweig  | Field Marshal Arthur Wellesley, 1. Duke of Wellington, KG, GCB, PC, FRS (1. Januar 1769 – 14. September 1852), nach einer brillanten Karriere insbesondere in Irland und Indien der Sieger der Schlacht von Waterloo, in der Napoleon am 18. Juni 1815 besiegt worden war.                                                               |
| Krimkrieg                      | Alma Barracks             | Lüneburg      | Schlacht an der Alma am 20. September 1854, die als erste Schlacht des Krimkrieges (1853–1856) gilt. |
| Krimkrieg                      | Cardigan Barracks         | Jever         | General James Brudenell, 7. Earl of Cardigan, KCB (16. Oktober 1797 – 28. März 1868), Befehlshaber der Light Brigade im Krimkrieg (1853-1856); er führte den Angriff der Light Brigade in der Schlacht bei Balaklawa am 25. Oktober 1854.                                                                                                |

## Koloniales Erbe (13)
| Zeitalter                     | Militärische Liegenschaft | Garnison          | Bemerkungen |
| ----------------------------- | ------------------------- | ----------------- | --- |
| Franzosen- und Indianerkriege | Quebec Barracks           | Osnabrück         | Schlacht von Québec vom 16. – 24. Oktober 1690 zwischen der britischen Kolonie Massachusetts Bay und der französischen Kolonie Neu-Frankreich, bei der erstmals die Festung Québec belagert worden war.                                    |
| Britisch-Indien               | Adams Barracks            | Hamburg-Rahlstedt | Major General Sir Robert Adams, VC, KCB (26. Juli 1856 – 13. Februar 1928), der als Schotte und Soldat der British Indian Army im 12th Foot, später Suffolk Regiment, das Victoria Cross erhalten hatte.                                   |
| Britisch-Indien               | Assaye Barracks           | Nienburg          | Schlacht von Assaye in Britisch-Indien am 23. September 1803, bei der Major General Arthur Wellesley die Armee der Maratha Confederacy schlagen konnte.                                                                                    |
| Britisch-Indien               | Auchinleck Barracks       | Langendamm        | Field Marshal Sir Claude Auchinleck, GCB, GCIE, CSI, DSO, OBE (21. Juni 1884 – 23. März 1981), Oberbefehlshaber der Indian Army 1941-1947, Commander in Chief of the Middle East theatre 1941-1943.                                        |
| Britisch-Indien               | Azimghur Barracks         | St. Tönis         | Schlacht bei Azimghur am 6. April 1858 zur Niederschlagung des Sepoy-Aufstandes in Britisch-Indien. |
| Britisch-Indien               | Clive Barracks            | Hildesheim        | Major General Robert Clive, 1. Baron Clive, MP, FRS (29. September 1725 – 22. November 1774), auch Clive of India genannt, etablierte die Herrschaft der British East India Company in Bengalen.                                           |
| Britisch-Indien               | McLeod Barracks           | Neumünster        | Lieutenant-General Sir Donald Kenneth McLeod KCIE, CB, DSO (19 June 1885 – 25 October 1958) diente in der British Indian Army, zuletzt als Kommandierender General des Burma Command 1939 - 1942.                                          |
| Britisch-Indien               | Meeanee Barracks          | Essen             | Schlacht von Meeanee im Punjab in Indien am 17. Februar 1843, bei der Sir Charles Napier den Beherrscher des Sindh besiegte und das Territorium für Britisch-Indien eroberte.                                                              |
| Britisch-Indien               | Simpson Barracks          | Münster           | Major John Simpson, VC (29. Januar 1826 – 27. Oktober 1884), schottischer Soldat, Träger des Victoria Cross, der während des Sepoy-Aufstandes in Britisch-Indien bei den Kämpfen um Fort Ruhya am 15. April 1858 ausgezeichnet worden war. |
| Britisch-Indien               | Wavell Barracks           | Berlin-Spandau    | Field Marshal Archibald Wavell, 1. Earl Wavell, GCB, GCSI, GCIE, CMG, MC, PC (5. Mai 1883 – 24. Mai 1950), Oberbefehlshaber der britischen Streitkräfte im Nahen Osten 1939-1943, Vizekönig von Indien 1943-1947.                          |
| Britisch-Indien               | Wavell Barracks           | Hannover          | |
| Britisch-Afrika               | Rhodesia Barracks         | Minden            | Rhodesien, ehemalige britische Kolonie, geteilt in Nord- und Südrhodesien; der Norden als Zambia 1964 und der Süden als Zimbabwe – nach einem langwierigen Buschkrieg – 1979 in die Unabhängigkeit entlassen.                              |
| Britisch-Afrika               | Tofrek Barracks           | Hildesheim        | Schlacht von Tofrek gegen die Mahdisten im Anglo-Ägyptischen Sudan am 22. März 1885. |

## Erster Weltkrieg (12)
| Militärische Liegenschaft | Garnison     | Bemerkungen |
| ------------------------- | ------------ | --- |
| Aldershot Barracks        | Iserlohn     | Aldershot Command in der Grafschaft Hampshire, dem Home Command der British Army von 1881 bis 1941. Seit 1907 wurde Home Command umorganisiert, um auch British Expeditionary Force (BEF) führen zu können, während des Ersten Weltkrieges diente Aldershot Command als Basis für I Corps unter Lieutenant General Sir Douglas Haig. |
| Allenby Barracks          | Pinneberg    | Field Marshal Edmund Allenby, 1. Viscount Allenby GCB, GCMG, GCVO (23. April 1861 – 14. Mai 1936) war Oberbefehlshaber der Egyptian Expeditionary Force im Ersten Weltkrieg. |
| Argonne Barracks          | Iserlohn     | Argonner Wald in Frankreich, der im Ersten Weltkrieg Schauplatz blutiger Kämpfe, insbesondere des Expeditionskorps der USA, war. |
| Bradbury Barracks         | Krefeld      | Captain Edward Kinder Bradbury, VC (16. August 1881 – 1. September 1914), der für Tapferkeit beim Rückzug von Mons in Belgien am 1. September 1914 während des Ersten Weltkrieges das Victoria Cross erhalten hatte. |
| Cowley Barracks           | Lübeck       | Lieutenant Commander Charles Henry Cowley, VC (21. Februar 1872 – 25. April 1916) Träger des Victoria Cross für Tapferkeit im Ersten Weltkrieg. |
| Gallipoli Barracks        | Oldenburg    | Schlacht von Gallipoli, verlustreiche Schlacht um die Halbinsel Gallipoli an den Dardanellen während des Ersten Weltkrieges vom 25. April 1915 – 9. Januar 1916, bei der insbesondere Truppen aus Australien und Neuseeland eingesetzt waren.                                                                                        |
| Haig Barracks             | Bergen-Hohne | Field Marshal Sir Douglas Haig, 1. Earl Haig, KT, GCB, OM, GCVO, KCIE, ADC, Oberbefehlshaber der British Expeditionary Force 1915-1918, insbesondere während der Somme-Schlacht, der Dritten Schlacht von Ypern und der Hunderttageoffensive im Ersten Weltkrieg.                                                                    |
| Kitchener Barracks        | Schleswig    | Field Marshal Horatio Herbert Kitchener, 1. Earl Kitchener, KG, KP, GCB, OM, GCSI, GCMG, GCIE, ADC, PC (24. Juni 1850 – 5. Juni 1916), Sieger der Schlacht von Omdurman im Sudan am 2. September 1898, brillante Karriere in Indien und Ägypten, Kriegsminister im Ersten Weltkrieg.                                                 |
| Kitchener Barracks        | Willich      | |
| Mons Barracks             | Iserlohn     | Stadt Mons in Belgien, bei der am 23. und 24. August 1914 die erste Schlacht für britische Truppen im Ersten Weltkrieg stattfand. |
| Nampcel Barracks          | Verden       | Ortschaft Nampcel im Département Oise in Frankreich. |
| Nelson Barracks           | Münster      | Major David Nelson, VC (3. April 1886 – 8. April 1918), irischer Offizier und Träger des Victoria Cross, mit dem er für Tapferkeit am 1. September 1914 bei Néry in Frankreich ausgezeichnet worden war. |

## Zweiter Weltkrieg (27)
| Militärische Liegenschaft           | Garnison         | Bemerkungen |
| ----------------------------------- | ---------------- | --- |
| Alanbrooke Barracks                 | Munsterlager     | Field Marshal Alan Brooke, 1. Viscount Alanbrooke, KG, GCB, OM, GCVO, DSO & Bar, (23. Juli 1883 – 17. Juni 1963) war ein hoher Offizier der britischen Armee. Während des Zweiten Weltkriegs war er Chef des Imperial Generalstabs, der professionelle Leiter der britischen Armee, wichtigster militärischer Berater von Prime Minister Winston Churchill im Zweiten Weltkrieg. Er wurde 1944 zum Feldmarschall befördert.                                                         |
| Alanbrooke Barracks                 | Paderborn        | |
| Alexander Barracks                  | Berlin           | Field Marshal Harold Alexander, 1. Earl Alexander of Tunis KG, PC, GCB, OM, GCMG, CSI, DSO, MC, CD, PC (Can) (10. Dezember 1891 – 16. Juli 1969), Oberbefehlshaber der 15th Army Group in Nordafrika und Italien während des Zweiten Weltkrieges, Generalgouverneur von Kanada 1946-1952. |
| Antwerp Barracks                    | Sennelager       | Stadt und Hafen Antwerpen in Belgien, die am 4. September 1944 von 11th Armoured Division nach heftigen Kämpfen befreit wurde. |
| Barker Barracks                     | Paderborn        | General Sir Evelyn Barker, KCB, KBE, DSO, MC (1894 – 1983), KG VIII Korps im Zweiten Weltkrieg, Oberbefehlshaber im britischen Mandatsgebiet Palästina 1946-1947. |
| Brooke Barracks                     | Berlin-Spandau   | Field Marshal Alan Francis Brooke, 1. Viscount Alanbrooke (→ Alanbrooke Barracks). |
| Caen Barracks                       | Bergen-Hohne     | Stadt und Hafen Caen in der Normandie, die am 6. Juni 1944 vom I Corps nach heftigen Kämpfen befreit wurde. |
| Camp El Alamein/El Alamein Barracks | Lippstadt        | El-Alamein gelangte im Zweiten Weltkrieg zu weltweiter Bekanntheit, als westlich der Stadt 1942 zwei entscheidende Schlachten (Erste Schlacht von El-Alamein, Zweite Schlacht von El-Alamein) des afrikanischen Kriegsschauplatzes stattfanden, in denen Großbritannien mit Hilfe der Verbündeten Südafrika, Freie Franzosen, Britisch-Indien, der griechischen Königlichen Armee, Australien und Neuseeland die deutschen und italienischen Truppen entscheidend schlagen konnte.  |
| Crocker Barracks                    | Sennelager       | General Sir John Crocker, GCB, KBE, DSO, MC (4. Januar 1896 – 9. März 1963) KG I Corps im Zweiten Weltkrieg, der sich insbesondere bei der Einnahme von Caen ausgezeichnet hatte. Sein einziger Sohn Wilfrid Crocker, war als Panzeroffizier der 5th Royal Inniskilling Dragoon Guards am 20. Oktober 1944 in Holland gefallen. |
| Crookenden Barracks                 | Essen-Kupferdreh | Lieutenant General Sir Napier Crookenden, KCB, DSO, OBE (31. August 1915 – 31. Oktober 2002), Cheshire Regiment. Im Zweiten Weltkrieg plante er die Luftlandungen der 6th Airlanding Brigade 1943 an der Orne in der Normandie. Er war Director of Operations während der Unruhen in Malaya von 1952 bis 1954 und war der letzte Oberbefehlshaber des Western Command 1969 und wurde 1972 pensioniert.                                                                              |
| Dempsey Barracks                    | Sennelager       | General Sir Miles Dempsey, GBE, KCB, DSO, MC (15. Dezember 1896 – 5. Juni 1969), Oberbefehlshaber der British Second Army während der Invasion in der Normandie im Juni 1944. Dempseys Soldaten eroberten Bremen, Hamburg und Kiel. Am 3. Mai 1945 verwies er General-Admiral Hans-Georg von Friedeburg, der bei ihm kapitulieren wollte, an Feldmarschall Bernard Montgomery, der am nächsten Tag die Zeremonie in der Lüneburger Heide vollzog.                                   |
| Furness Barracks                    | Lübeck           | Lieutenant Christopher Furness, Träger des Victoria Cross, das ihm wegen Tapferkeit in den Kämpfen bei Arras in Frankreich am 24. Mai 1940 verliehen worden war. |
| Gale Barracks                       | Oldenburg        | General Sir Richard „Windy“ Gale, GCB, KBE, DSO, MC (1896-1982), hochdekorierter Teilnehmer an beiden Weltkriegen, insbesondere mit der 6th Airborne Division bei der Invasion in der Normandie im Juni 1944, bei Kriegsende Kommandierender General I Airborne Corps, 1953-1957 Oberbefehlshaber Northern Army Group (NORTHAG) und BAOR, 1958-1960 Deputy SACEUR. |
| Glyn Hughes Hospital                | Bergen-Hohne     | Brigadier Llewellyn Glyn Hughes, CBE, DSO & two Bars, MC, MRCS (25. Juli 1892 – 24. November 1973) Sanitätsoffizier der 11th Armoured Division. Das Krankenhaus wurde von den Überlebenden des KZ Bergen-Belsen nach ihm benannt. |
| Goodwood Barracks                   | Celle            | Operation Goodwood des VIII Corps während der Invasion in der Normandie, auch Zweite Schlacht an der Odon genannt, vom 18.-20. Juli 1944, um die letzten deutschen Stellungen bei Caen zu nehmen. |
| Gort Barracks                       | Hubbelrath       | Field Marshal John Vereker, 6. Viscount Gort, VC, GCB, CBE, DSO & Two Bars, MVO, MC, Chief of the Imperial General Staff 1937-1939, Oberbefehlshaber der British Expeditionary Force, die 1939 nach Frankreich entsandt und im Mai 1940 bei Dünkirchen evakuiert worden war. |
| Harden Barracks                     | Obernkirchen     | Lance Corporal Eric Harden, VC, Träger des Victoria Cross, mit der er für seine Tapferkeit im Januar 1945 bei den Kämpfen in Deutschland ausgezeichnet worden war. |
| Hobart Barracks                     | Detmold          | Major General Sir Percy Cleghorn Stanley Hobart KBE, CB, DSO, Royal Engineers, Kommandeur der 79th Armoured Division. |
| Horrocks Barracks                   | Schloss Neuhaus  | Lieutenant-General Sir Brian Gwynne Horrocks, KCB, KBE DSO, MC, Kommandeur XXX Corps während der Operation Market Garden. |
| Imphal Barracks                     | Osnabrück        | Imphal war die Hauptstadt des Staates Manipur in Britisch-Indien. 1944 war sie Schauplatz der Schlacht um Imphal, in der die Briten die vordringenden Japaner besiegen konnten. |
| Keightley Barracks                  | Wuppertal        | General Sir Charles Frederic Keightley, GCB, GBE, DSO (24. Juni 1901 – 17. Juni 1974) diente in der britischen Armee in zwei Weltkriegen. |
| Lumsden Barracks                    | Fallingbostel    | General Herbert Lumsden, CB, DSO, MC (8. April 1897 – 6. Januar 1945), einer der „Desert Generals“, beteiligt an der Zweiten Schlacht von El Alamein (23. Oktober – 4. November 1942), KG X Corps. |
| Montgomery Barracks                 | Berlin-Kladow    | Field Marshal Bernard Montgomery, 1. Viscount Montgomery of Alamein, KG, GCB, DSO, PC (17. November 1887 – 24. März 1976), Oberbefehlshaber der Eighth Army und Sieger der Zweiten Schlacht von El Alamein (23. Oktober – 4. November 1942), Oberbefehlshaber der 21st Army Group 1943-1945, verantwortlich für die britische Beteiligung an der Invasion in der Normandie im Juni 1944, KG BAOR 1945-1946, Chief of the Imperial General Staff 1946-1948, Deputy SACEUR 1951-1958. |
| Normandy Barracks                   | Sennelager       | Kriegsschauplatz Normandie der Invasion im Juni 1944. |
| Shiel/Sheil Barracks                | Verden           | Brigadier General William Anthony Sheil, CBE, DSO (der Name der Kaserne überliefert einen Schreibfehler), irischer Offizier mit Dienst in beiden Weltkriegen, der am 29. April 1945 in Deutschland fiel. |
| Stirling House                      | Hannover         | Major Stirling, der am 23. April 1945 die Liegenschaft von der 4th Infantry Division (US) übernahm. |
| Tunis Barracks                      | Lübbecke         | Field Marshal Harold Rupert Leofric George Alexander, 1. Earl Alexander of Tunis (→ Alexander Barracks). |

## Commonwealth (10)
| Militärische Liegenschaft | Garnison             | Bemerkungen |
| ------------------------- | -------------------- | --- |
| Birdwood Barracks         | Bünde                | Field Marshal William Birdwood, 1. Baron Birdwood, GCB, GCSI, GCMG, GCVO, CIE, DSO (Khadki, Indien 13. September 1865 – 17. Mai 1951), im Ersten Weltkrieg Kommandierender General des Australian and New Zealand Army Corps (ANZAC) während der Gallipoli Kampagne 1915; sein Marschallstab liegt im Australian War Memorial.                                                 |
| Crerar Barracks           | Oldenburg            | General Henry Crerar, CH, CB, DSO, KStJ, CD, PC (28. April 1888 – 1. April 1965), Oberbefehlshaber der kanadischen Truppen im Zweiten Weltkrieg. Benennung, da kanadische Truppen 1945 als erste Einheit die Kaserne bezogen. |
| Dalton Barracks           | Düsseldorf           | James Langley Dalton, VC (1833 – 7. Januar 1887), Träger des Victoria Cross für Tapferkeit während der Red-River-Rebellion in Kanada 1870 unter Sir Garnet Joseph Wolseley. |
| Freyberg Barracks         | Rotenburg (Wümme)    | Lieutenant General Bernard Freyberg, 1. Baron Freyberg, VC, GCMG, KCB, KBE, DSO & Three Bars (21. März 1889 – 4. Juli 1963), berühmtester neuseeländischer Soldat, Oberbefehlshaber der New Zealand Expeditionary Force im Zweiten Weltkrieg. |
| Kerr Barracks/Camp Kerr   | Herford              | Private John Chipman Kerr, VC (11. Januar 1887 – 19. Februar 1963), kanadischer Soldat und Träger des Victoria Cross, der für seine Tapferkeit am 16. September 1916 bei Courcelette in Frankreich während des Ersten Weltkrieges ausgezeichnet worden war. |
| Kerr Barracks/Camp Kerr   | Bad Oeynhausen       | |
| Mackenzie King Barracks   | Berlin-Schmargendorf | William Lyon Mackenzie King (17. Dezember 1874 – 22. Juli 1950) war 24 Jahre lang während der Weltwirtschaftskrise und dem Zweiten Weltkrieg kanadischer Premierminister (1921 - 1930 und 1935 - 1950). Während dieser Zeit wandelte sich Kanada von einem halbkolonialen Dominion des Vereinigten Königreichs zu einem autonomen Staat innerhalb des Commonwealth of Nations. |
| Smuts Barracks            | Berlin-Spandau       | Field Marshal Jan Christiaan Smuts, OM, CH, ED, KC, FRS, PC (24. Mai 1870 – 11. September 1950), südafrikanischer Offizier und Politiker, Oberbefehlshaber der britischen Truppen in Ostafrika während des Ersten Weltkrieges, Mitbegründer des Völkerbundes, Prime Minister der Südafrikanischen Union 1919-1924 und 1939-1948, Field Marshal der Britischen Armee 1941.      |
| Springbok Barracks        | Minden               | Der Springbock, afrikaans „Springbok“, das Emblem des nationalen Rugby-Teams von Südafrika seit 1906. |
| Vancouver Barracks        | Delmenhorst          | Stadt Vancouver in der kanadischen Provinz British Columbia. Benennung, da kanadische Truppen 1945 als erste Einheit die Kaserne bezogen. |

## Bedeutende Personen (17)
| Militärische Liegenschaft | Garnison            | Bemerkungen |
| ------------------------- | ------------------- | --- |
| Bindon Barracks           | Hameln              | Sir Bindon Blood, GCB (7. November 1842 – 16. Mai 1940) diente in glanzvoller Karriere in Ägypten, Afghanistan, Indien und Afrika. Mit 94 Jahren wurde er 1936 zum Chief Royal Engineer (CRE) ernannt. |
| Borgard Barracks          | Itzehoe             | Colonel Albert Borgard, zusammen mit General William Belford (1709-1780) Gründer des Royal Regiment of Artillery 1726. |
| Buller Barracks           | Münster             | Major General Sir Redvers Buller, VC, GCB, GCMG (7. Dezember 1839 – 2. Juni 1908), Oberbefehlshaber im Zweiten Burenkrieg, Träger des Victoria Cross; die Stadt Redvers in Kanada ist nach ihm benannt, ebenso wie die Royal Logistic Corps Kaserne in Aldershot.                                                                |
| Churchill Barracks        | Lippstadt           | Sir Winston Churchill, KG, OM, CH, TD, PC, FRS (30. November 1874 – 24. Januar 1965) General und Prime Minister (1940–1945 und 1951–1955). |
| Combermore Barracks       | Wesendorf           | Field Marshal Stapleton Cotton, 1. Viscount Combermere, GCB, PC (14. November 1773 – 21. Februar 1865), Offizier mit brillanter Karriere, insbesondere in Irland und in Indien sowie im Spanischen Guerillakrieg (Peninsular War 1807-1814).                                                                                     |
| Connaught Barracks        | Plön                | Prince Arthur, 1. Duke of Connaught and Strathearn, dritter Sohn von Königin Victoria. Die Kaserne diente 1946-1948 als Hauptquartier der Guards Division. Der erste Sohn ist traditionell Prince of Wales, Duke of Cornwall und Duke of Rothesay, während der zweite Sohn Duke of York wird, wenn der Titel frei ist.           |
| Elles Barracks            | Detmold             | Lieutenant General Sir Hugh Elles, KCB, KCMG, KCVO, DSO (1880–1945), Gründer des Tank Corps im Ersten Weltkrieg. |
| Fladgate Barracks         | Hannover            | John Alexander Fladgate (1. Januar 1809 – 12. Dezember 1901), bekannter Händler von Portwein (wegen der Funktion als Versorgungslager). |
| Harding Barracks          | Wuppertal           | Alan Francis “John” Harding, 1. Baron Harding of Petherton, GCB, CBE, DSO, MC (10. Februar 1896 – 20. Januar 1989), hochdekorierter Teilnehmer an beiden Weltkriegen, in Malaya und bei der Niederschlagung des Mau-Mau Aufstandes in Ostafrika, Chief of the Imperial General Staff 1952-1955, Gouverneur von Zypern 1955-1957. |
| Harewood Barracks         | Herford             | General Henry George Charles Lascelle, 6. Earl of Harewood, KG, GCVO, DSO, TD, der im Ersten Weltkrieg das 3rd Battalion Grenadier Guards befehligte; er war der Ehemann von Princess Mary, der einzigen Tochter von König Georg V.                                                                                              |
| Mansergh Barracks         | Gütersloh           | General Sir Robert Mansergh (1900-1970), Oberbefehlshaber NORTHAG und BAOR 1953-1956 Commander-in-Chief UK Land Forces 1956-1959. |
| Nicholsonl Barracks       | Mönchengladbach     | Field Marshal William Nicholson, 1. Baron Nicholson, GCB (2. März 1845 – 13. September 1918), Chief of the Imperial General staff 1908-1912. |
| Princess Royal Barracks   | Gütersloh           | Princess Anne, die älteste Tochter von Königin Elisabeth II. Die Neubenennung erfolgte, nachdem die Royal Air Force ihre Basis RAF Gütersloh aufgegeben hatte. |
| Roberts Barracks          | Osnabrück           | Field Marshal Frederick Roberts, 1. Earl Roberts, Bt, VC, KG, KP, GCB, OM, GCSI, GCIE, KStJ, VD, PC (30. September 1832 – 14. November 1914), einer der erfolgreichsten Offiziere des 19. Jahrhunderts mit Einsätzen insbesondere in Südafrika, Indien und Irland, Commander-in-Chief of the Forces 1901-1904.                   |
| Roy Barracks              | Düsseldorf-Ratingen | Major General William Roy, FRS (4. Mai 1726 – 1. Juli 1790), schottischer Pionieroffizier, Begründer des militärischen Landvermessungswesens, das zur Gründung des Ordnance Survey 1791 führte. |
| Swinton Barracks          | Münster             | Major General Sir Ernest Dunlop Swinton, KBE, CB, DSO (21. Oktober 1868 – 15. Januar 1951), dessen Name eng verbunden ist mit der Schaffung der Panzerwaffe, die eine seiner Schriften begründete. |
| Summit House              | Berlin              | Mehrere Gipfeltreffen der „Großen Vier“ zur Lösung der Berlin-Frage. |

## Royal Navy (4)
| Militärische Liegenschaft | Garnison             | Bemerkungen |
| ------------------------- | -------------------- | --- |
| HMS Royal Albert          | Cuxhaven             | Landgestützte Basis der Royal Navy, benannt nach Prinzgemahl Albert von Sachsen-Coburg und Gotha, Gatte von Königin Victoria. |
| Beatty Barracks           | Hamburg-Finkenwerder | Admiral of the Fleet David Beatty, 1. Earl Beatty PC, GCB, OM, GCVO, DSO, PC (17. Januar 1871 – 11. März 1936), der als Erster Seelord 1922 das Washingtoner Flottenabkommen aushandelte, in dem die USA, Großbritannien und Japan ein Verhältnis für ihre Marinen von 5:5:3 festlegten, während Frankreich und Italien kleinere Flotten unterhalten sollten. |
| Jellicoe Barracks         | Hamburg-Alsterdorf   | Admiral of the Fleet John Jellicoe, 1. Earl Jellicoe, GCB, OM, GCVO, SGM (5. Dezember 1859 – 20. November 1935), Befehlshaber der Grand Fleet in der Skagerrakschlacht im Mai 1916 und Erster Seelord 1916-1917 während des Ersten Weltkrieges. |
| Phillips Barracks         | Hamburg-Osdorf       | Admiral Sir Tom Spencer Vaughan Phillips, GBE, KCB, DSO (19. Februar 1888 – 10. Dezember 1941), Kommandant der “Force Z” während der japanischen Invasion von Malaya, wo er mit seinem Flaggschiff HMS Prince of Wales am 10. Dezember 1941 unterging. Er war der höchstrangige Alliierte Offizier, der im Zweiten Weltkrieg gefallen war.                    |

## Royal Air Force (4)
| Militärische Liegenschaft | Garnison      | Bemerkungen |
| ------------------------- | ------------- | --- |
| Hendon Barracks           | Kiel-Holtenau | Fairey Hendon, schwerer Bomber der Royal Air Force, der von 1936 bis 1939 im Einsatz war. |
| Northolt Barracks         | Kiel          | Basis RAF Northolt in South Ruislip im Londoner Borough of Hillingdon, die während der Luftschlacht um England 1940 eine führende Rolle spielte. |
| Stanmore Barracks         | Rendsburg     | Basis RAF Stanmore Park in Stanmore im London Borough of Harrow, die während der “Battle of Britain” 1940 eine führende Rolle spielte. In Stanmore befand sich auch RAF Bentley Priory. |
| Trenchard Barracks        | Celle         | Marshal of the Royal Air Force Hugh Trenchard, 1. Viscount Trenchard, GCB, OM, GCVO, DSO (3. Februar 1873 – 10. Februar 1856), der als “Father of the Royal Air Force” gilt. Er diente zunächst in der British Army im Burenkrieg (1899-1901), 1912 Leiter des Royal Flying Corps, 1918 Chief of the Air Staff. |

## Regiment (3)
| Militärische Liegenschaft | Garnison  | Bemerkungen |
| ------------------------- | --------- | --- |
| Border Barracks           | Göttingen | 1st Border Regiment als erster Nutzer der Kaserne, auch nach der Lage an der innerdeutschen Grenze.                                                              |
| Dragoon Barracks          | Oldenburg | Die moderne britische Armee kennt vier Dragoner-Regimenter: 1st The Queen’s Dragoon Guards, Royal Scots Dragoon Guards, Royal Dragoon Guards und Light Dragoons. |
| Ubique Barracks           | Dortmund  | Motto „Ubique“ (Überall) des Royal Regiment of Artillery. |

## Schutzpatrone (11)
| Militärische Liegenschaft | Garnison              | Bemerkungen |
| ------------------------- | --------------------- | --- |
| Saint Andrews Barracks    | Hamburg-Wandsbek      | Der Heilige Andreas ist der Schutzpatron Schottlands; das Andreaskreuz bildet die schottische Flagge. |
| Saint Barbara Barracks    | Delmenhorst-Adelheide | Die Heilige Barbara ist die Schutzpatronin der Artillerie. |
| Saint Barbara Barracks    | Dülmen                | |
| Saint Barbara Barracks    | Fallingbostel         | |
| Saint Barbara Barracks    | Hemer                 | |
| Saint Barbara Barracks    | Viersen               | |
| Saint David Barracks      | Hilden                | Der Heilige David ist der Schutzpatron von Wales; das Davidskreuz (ein gelbes Kreuz in schwarzem Feld) bildet – neben der Flagge mit dem roten Drachen – die walisische Flagge. Teile 53rd Welsh Division bezogen im Juni 1945 als erste Einheit die Kaserne. |
| Saint George Barracks     | Minden                | Der Heilige Georg ist der Schutzpatron Englands; das Georgskreuz bildet die englische Flagge. |
| Saint George Barracks     | Neumünster            | |
| Saint Patrick Barracks    | Hamburg-Wandsbek      | Der Heilige Patricius ist der Schutzpatron Irlands; das Patrickskreuz (croix pattée) ist ein Symbol Irlands, das allerdings von vielen Iren als englische Erfindung abgelehnt wird. Das Regiment Irish Guards bezog 1946 als erster Verband die Kaserne.      |
| Saint Sebastian Barracks  | Körbecke              | Der Heilige Sebastian ist der Schutzpatron der Soldaten. |

## Symbole (2)
| Militärische Liegenschaft | Garnison | Bemerkungen                                                                                             |
| ------------------------- | -------- | --- |
| Mercury Barracks          | Birgelen | Abzeichen mit der Darstellung des Götterboten Merkur, der auch das Symbol des Royal Signal Service ist. |
| Wyvern Barracks           | Lüneburg | Das historische Drachen-Emblem des Wyvern war das Symbol des Königreichs Wessex.                        |

## Bezug zur Garnison (5)
| Militärische Liegenschaft | Garnison   | Bemerkungen                                               |
| ------------------------- | ---------- | --------------------------------------------------------- |
| Crossed Keys House        | Lübbecke   | Das Wappen mit gekreuzten Schlüsseln (St. Peter) am Haus. |
| Camp Pinefield            | Wegberg    | Die Lage in einem Tannenwäldchen.                         |
| Rhine Centre              | Düsseldorf | Der Rheinstrom.                                           |
| Stadium Barracks          | Berlin     | Das benachbarte Olympiastadion Berlin.                    |
| Tax House                 | Lübbecke   | Das ehemalige Steueramt der Stadt Lübbecke.               |

## Sonstige (2)
| Militärische Liegenschaft | Garnison     | Bemerkungen |
| ------------------------- | ------------ | ----------- |
| Dennis Barracks           | Munsterlager |             |
| Haynes Barracks           | Krefeld      |             |

## Post-nominal letters
Als „post-nominal letters“ werden die dem Namen nachgestellten Abkürzungen der verliehenen Orden, Ehrenzeichen und Ehrenämter bezeichnet. Sie stellen eine Besonderheit des britischen gesellschaftlichen Lebens dar. Sie nicht aufzuführen, gilt als Unhöflichkeit. Nachstehend eine Auflistung der bei den Namensgebern verwendeten Abkürzungen.
| Post-nominal letters | Stufe der Orden          | Orden und Ehrenzeichen               | Bemerkungen                                                   |
| -------------------- | ------------------------ | ------------------------------------ | ------------------------------------------------------------- |
| ADC                  | Aide de camp             | to His Majesty the King              | Flügeladjutant Seiner Majestät des Königs                     |
| Bt                   | Baronet                  |                                      | Britischer Adelstitel, der an Bürgerliche verliehen wird      |
| CB                   | Companion                | Order of the Bath                    | Orden vom Bade, 1725 gestiftet                                |
| CBE                  | Commander                | Order of the British Empire          | Orden des Britischen Weltreichs, 1917 gestiftet               |
| CD                   |                          | Canadian Forces’ Decoration          | Ehrenzeichen der kanadischen Streitkräfte                     |
| CH                   | Member                   | Order of the Companions of Honour    | Orden der Gefährten der Ehre, 1917 gestiftet                  |
| CIE                  | Companion                | Order of the Indian Empire           | Orden des Indischen Kaiserreichs, 1877 gestiftet              |
| CSI                  | Companion                | Order of the Star of India           | Orden des Sterns von Indien, 1861 gestiftet                   |
| DSO                  | Companion                | Distinguished Service Order          | Orden für hervorragende Verdienste, 1886 gestiftet            |
| ED                   | Recipient                | Efficiency Decoration                | Auszeichnung für Wirtschaftlichkeit                           |
| FRS                  | Fellow                   | Royal Society                        | Königliche Gesellschaft, 1660 gegründet                       |
| GBE                  | Knight Grand Cross       | Order of the British Empire          |                                                               |
| GCB                  | Knight Grand Cross       | Order of the Bath                    |                                                               |
| GCIE                 | Knight Grand Commander   | Order of the Indian Empire           |                                                               |
| GCMG                 | Knight Grand Cross       | Order of St Michael and St George    | Orden vom Heiligen Michael und Heiligen Georg, 1818 gestiftet |
| GCSI                 | Knight Grand Cross       | Order of the Star of India           |                                                               |
| GCVO                 | Knight Grand Cross       | Royal Victorian Order                | Königlicher Victorianischer Orden, 1896 gestiftet             |
| KBE                  | Knight Commander         | Order of the British Empire          |                                                               |
| KC                   | King’s Council           |                                      | Rat des Königs                                                |
| KCB                  | Knight Commander         | Order of the Bath                    |                                                               |
| KCIE                 | Knight Commander         | Order of the Indian Empire           |                                                               |
| KCMG                 | Knight Commander         | Order of St Michael and St George    |                                                               |
| KCVO                 | Knight Commander         | Royal Victorian Order                |                                                               |
| KG                   | Knight Companion         | Order of the Garter                  | Hosenbandorden, 1348 gestiftet                                |
| KP                   | Knight                   | Order of Saint Patrick               | Orden von St. Patrick, 1783 gestiftet                         |
| KStJ                 | Knight of Justice        | Order of Saint John                  | Orden des Heiligen Johannes, 1888 gestiftet                   |
| KT                   | Knight                   | Order of the Thistle                 | Distelorden, 1687 gestiftet                                   |
| MC                   | Recipient                | Military Cross                       | Militärkreuz, 1914 gestiftet                                  |
| MP                   | Member of Parliament     |                                      | Mitglied des Parlaments                                       |
| MRCS                 | Member                   | Royal College of Surgeons of England | Königliches Kolleg der Chirurgen Englands                     |
| MVO                  | Member                   | Royal Victorian Order                |                                                               |
| OBE                  | Officer                  | Order of the British Empire          |                                                               |
| OM                   | Member                   | Order of Merit                       | Verdienstorden, 1902 gestiftet                                |
| PC                   | Privy Counselor          | Privy Council                        | Geheimrat Seiner Majestät                                     |
| PC (Can)             | Privy Counselor (Canada) | Privy Council (Canada)               |                                                               |
| SGM                  | Recipient                | Sea Gallantry Medal                  | Medaille für Tapferkeit zur See                               |
| TD                   | Recipient                | Territorial Decoration               | Territoriale Auszeichnung                                     |
| VC                   | Recipient                | Victoria Cross                       | Victoria-Kreuz                                                |
| VD                   | Recipient                | Volunteer Officers' Decoration       | Auszeichnung für freiwillig diendende Offiziere               |